# 横野滝
横野滝（よこののたき）は岡山県津山市上横野にある滝。
吉井川の支流・宮川の支流・横野川水域にある。
下流より一の滝（落差8m）、二の滝（落差15m）、三の滝（落差36m）の3つの滝からなる。
二の滝の脇には雨乞い・眼病に霊験があると言われる龍神宮がある。遊歩道には津山市立高田小学校が平成15年（2003年）に建立した「吉井川源流の碑」がある。二の滝の近くの道路脇には茶屋・紅葉亭があり4月29日から11月の間に開店しており、そうめん流しやジンギスカンが楽しめる。
3つの滝のうち落差最大の三の滝は、3段の段瀑となっており各段に滝壺がある。
毎年4月29日に滝開きの行事が行われる。

## 画像

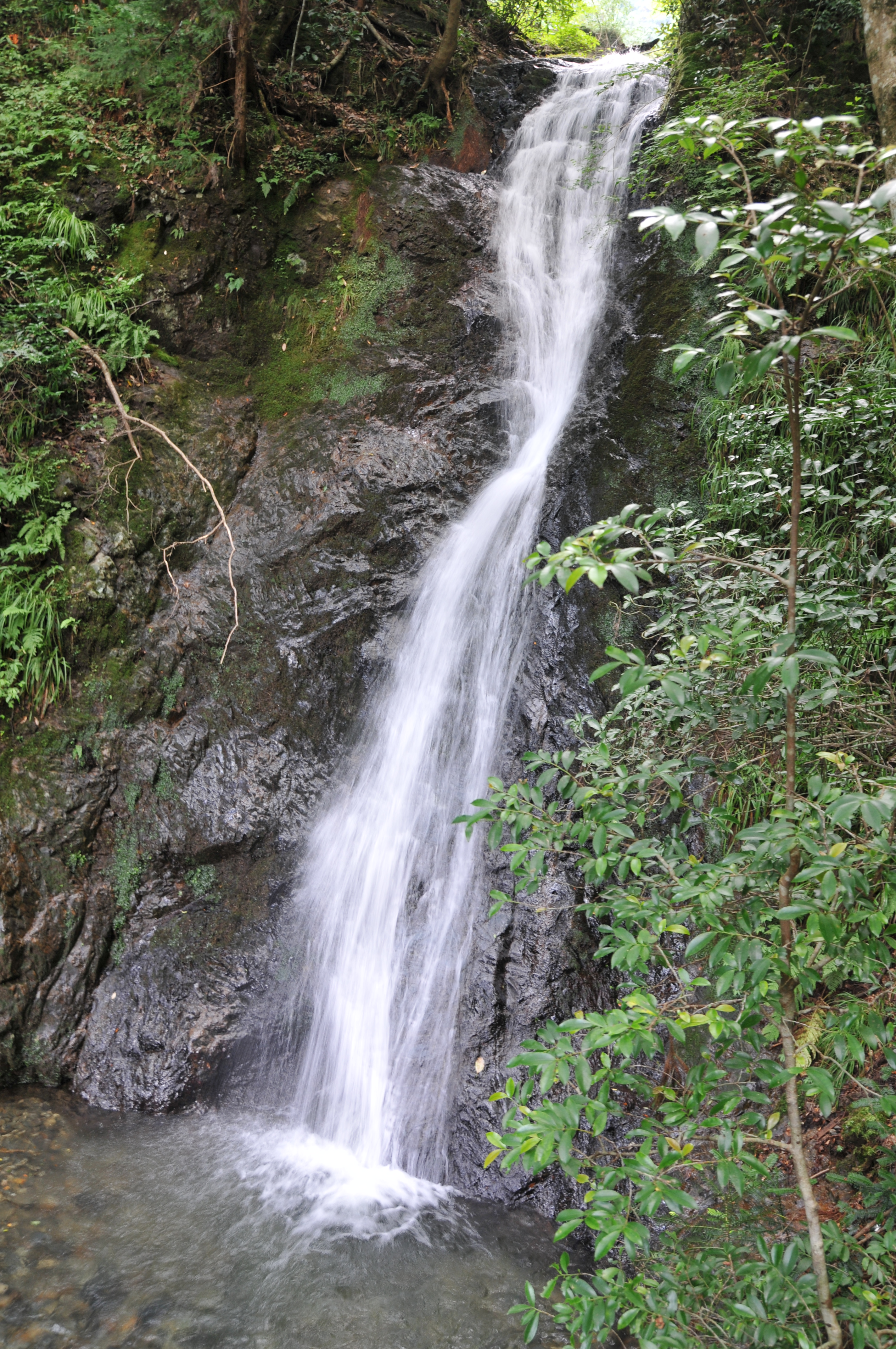
二の滝
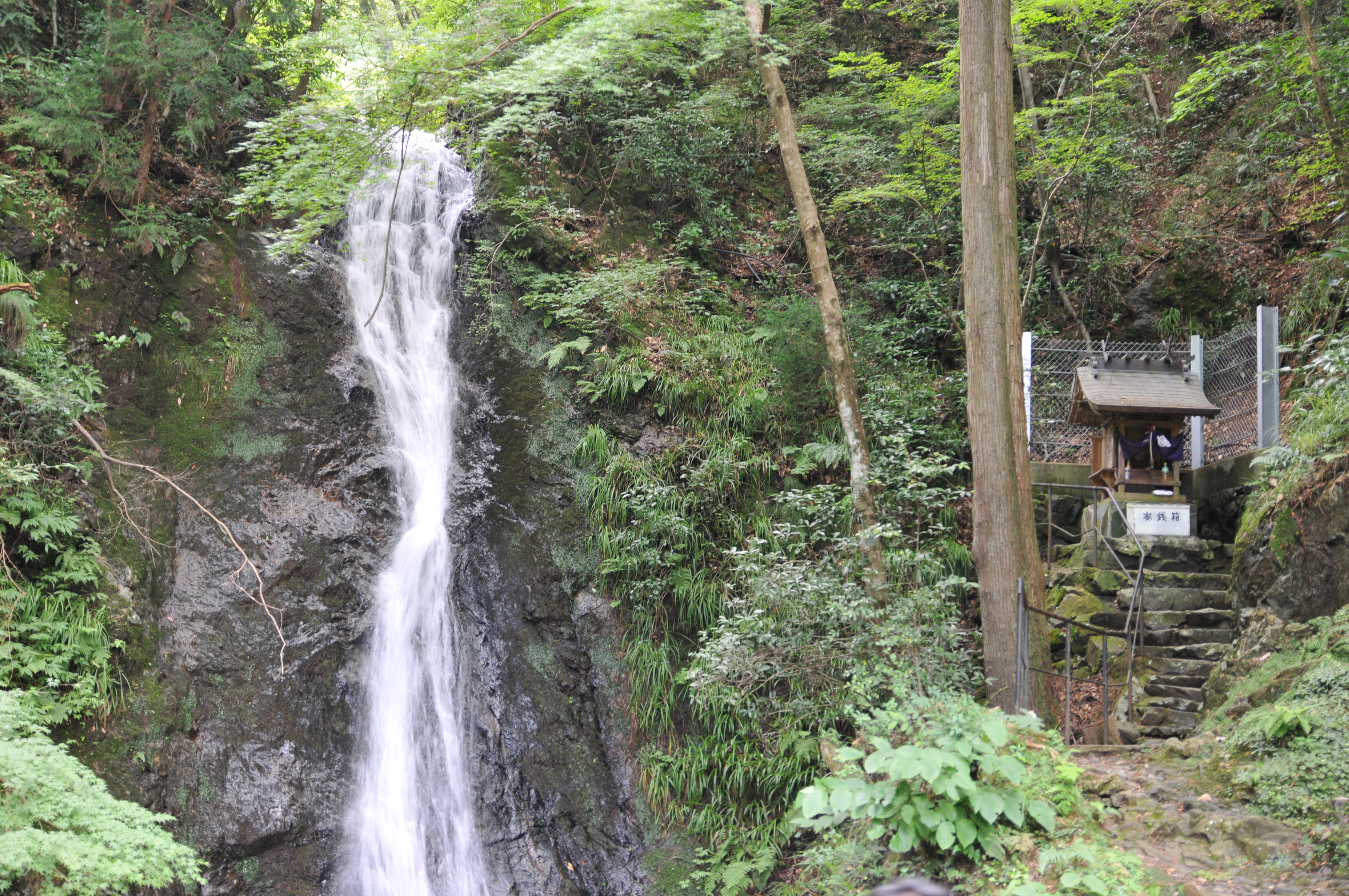
二の滝と龍神宮
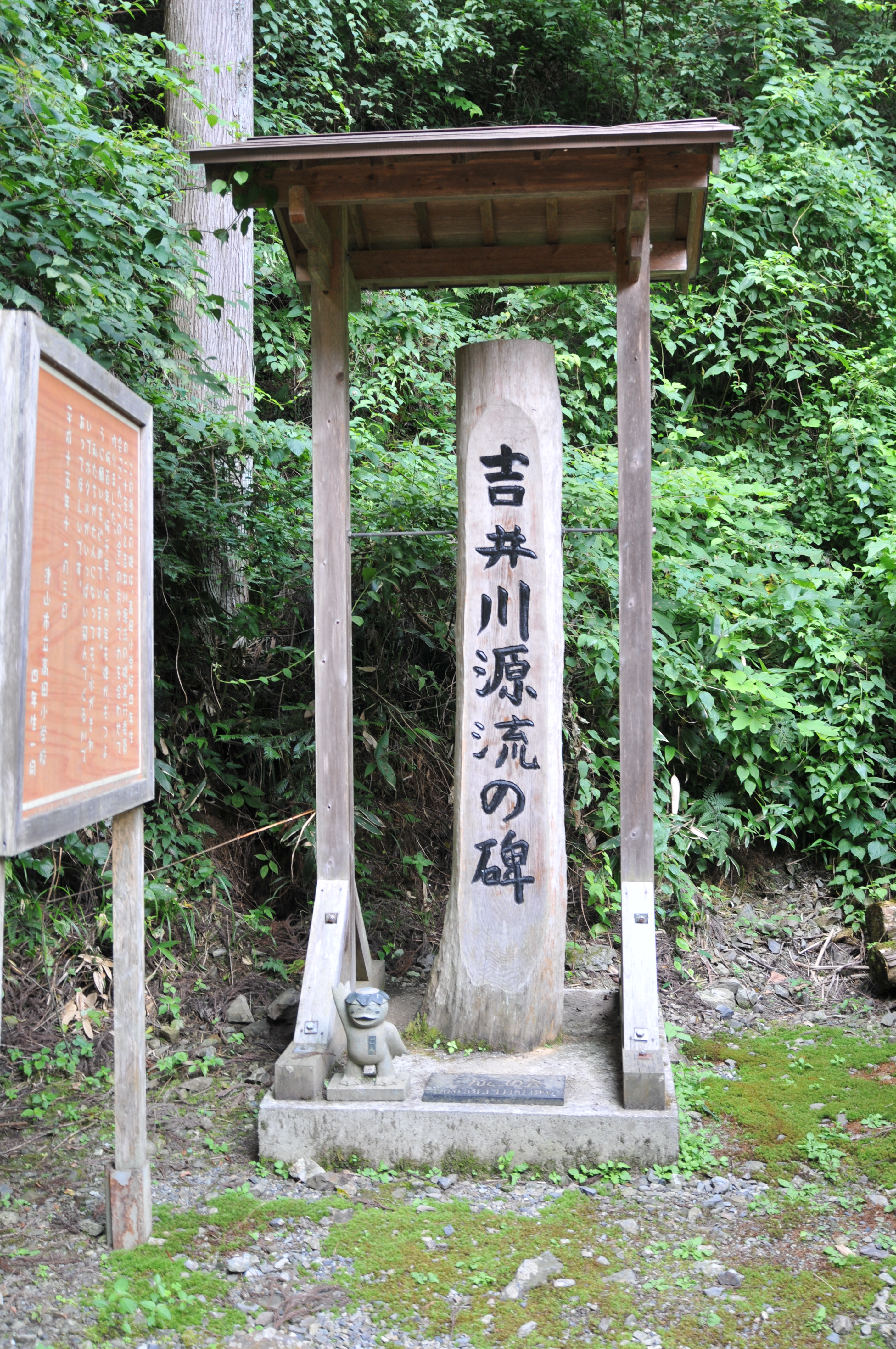
吉井川源流の碑

## アクセス
- 自動車：中国自動車道津山ICより約40分、院庄ICより約35分。